# NGC 7210
NGC 7210 је ознака објекта на координатама са ректансцензијом 22h 6m 22,0s и деклинацијом + 27° 6" 36'. Открио га је Џон Хершел, 17. новембра 1827. Каснијим посматрањима на том положају није уочен никакав астрономски објекат.